# Mario Tadini Buoninsegni
Mario Tadini Buoninsegni (Napoli, 15 giugno 1889 – Rapolano Terme, 18 ottobre 1974) è stato un politico italiano.

## Biografia
Nacque a Napoli il 15 giugno 1889 da Odoardo Tadini e Virginia Buoninsegni, abbiente famiglia possidente di Rapolano, nella provincia di Siena; nel gennaio 1907 poté aggiungere il cognome patrizio della madre a quello del padre, insieme ai fratelli Guido (nato nel 1887), Laura (1891) e Livia (1892).
Residente a Rapolano, dove la famiglia possedeva varie proprietà, tra cui la villa di Poggio Santa Cecilia, in seguito all'avvento del regime fascista ricoprì importanti cariche pubbliche nella città di Siena e in provincia. Nel 1933 venne nominato preside della Provincia di Siena, secondo preside dopo Luigi Rugani, rimanendo in carica fino al 1937. Nel 1936 fu nominato podestà di Siena; si dimise nel 1938 in seguito a contrasti con il governo sorti a causa della riforma della banca Monte dei Paschi e venne sostituito con Luigi Socini Guelfi.
Sposato con Anna Tobler, con la quale ebbe sei figli, nel 1952 assunse anche il cognome della moglie per sé e per i discendenti. Morì a Rapolano Terme il 18 ottobre 1974.

## Archivio
L'archivio Tadini Buoninsegni è conservato dal novembre 2004 presso l'Archivio di Stato di Siena. Precedentemente custodito presso la villa di Poggio Santa Cecilia e poi alla villa Buoninsegna di Rapolano, l'archivio famigliare era stato ordinato dallo stesso Mario Tadini Buoninsegni nel 1956 e dichiarato di notevole interesse con delibera del 10 luglio 1964. Nel fondo sono conservati anche importanti documenti delle famiglie Tadini e Buoninsegni dal XVI al XIX secolo, atti comunitari e statutari dei comuni di Rapolano e Monte San Savino e del comunello di Poggio Santa Cecilia, oltre che i registri di amministrazione dell'azienda agricola Santa Cecilia a partire dal XVIII secolo.